# Даутов, Ахат Габдулхаевич
Ахат Габдулхаевич Даутов (15 мая 1923 года — 10 июля 1989 года) — участник Великой Отечественной войны. Полный кавалер ордена Славы. Воинское звание — гвардии старшина.

## Биография

### До войны
Родился 15 мая 1923 года в деревне Ишимово (по другим данным — в селе Барда) Осинского уезда Пермской губернии РСФСР, СССР (ныне Бардымского района Пермского края Российской Федерации) в крестьянской семье. Татарин. Рано остался без родителей. Опеку над подростком взяли соседи, которые помогли ему окончить школу.
Получив аттестат о семилетнем образовании, Ахат Габдулхаевич начал трудовую деятельность на Бардымской машинно-тракторной станции. Затем работал лесорубом в леспромхозе посёлка Александровска. Незадолго до начала Великой Отечественной войны перебрался в соседний Кизел, где трудился машинистом шахтного электровоза на одной из шахт треста «Кизелуголь».

### На фронтах Великой Отечественной войны
В ряды Рабоче-крестьянской Красной Армии был призван Кизеловским городским военкоматом в марте 1942 года. Прошёл краткий курс молодого бойца, после чего был направлен на Калининский фронт. Боевой путь начал в пехоте. Участвовал в Ржевской битве. Воевал сначала рядовым стрелком, затем связным командира батальона. Был ранен.
После лечения в госпитале направлен в Курган, где на базе 25-го учебного танкового полка получил воинскую специальность командира башни танка Т-34. В июне 1943 года в звании младшего сержанта с пополнением был направлен в 57-й отдельный гвардейский тяжёлый танковый полк прорыва, где его назначили на должность командира орудия тридцатьчетвёрки. С июля 1943 года, сражаясь на Брянском, Воронежском, Степном и 2-м Украинском фронтах, Ахат Габдулхаевич участвовал в наступательных операциях Курской битвы, сражался в Битве за Днепр, в составе своего подразделения освобождал Правобережную Украину. За время наступательных действий полка неоднократно принимал участие в прорыве вражеских оборонительных линий, действовал в танковых засадах на танкоопасных направлениях, вёл разведку в составе головных дозоров. Был дважды ранен (сентябрь и декабрь 1943 года), но быстро возвращался в строй.
В феврале 1944 года 57-й отдельный гвардейский танковый полк был выведен в резерв Верховного Главнокомандования. Весной на вооружение соединения поступили новые тяжёлые танки ИС-2, и А. Даутов был переведён на должность командира 122-миллиметрового орудия Д-25Т. В июле 1944 года полк вернулся в действующую армию и вошёл в состав 9-го механизированного корпуса 3-й гвардейской танковой армии 1-го Украинского фронта. В июле—августе 1944 года гвардейцы-танкисты принимали участие в Львовско-Сандомирской операции. Гвардии младший сержант Даутов особенно отличился в боях за плацдарм на левом берегу реки Вислы, получивший название Сандомирский.

### Орден Славы III степени
В первых числах августа 1944 года танки 57-го отдельного гвардейского тяжёлого танкового полка достигли Вислы и переправились на левый берег реки. К 11 августа боевые машины полка заняли неподвижную оборону в районе населённого пункта Озенблув (Oziębłów) к западу от Опатува. Противник, стремясь любой ценой отбросить советские войска обратно за Вислу, бросил в бой крупные танковые резервы. Ожесточённые сражения с «тиграми» и «пантерами» врага на участке обороны полка завязались 13 августа. Экипаж танка ИС-2, в составе которого служил гвардии младший сержант А. Г. Даутов, занимал позицию на окраине фольварка Дольн. Немцы на этом участке в течение дня превосходящими силами неоднократно пытались прорвать оборону советских войск, но пушка Ахата Габдулхаевча в этот день работала безотказно. Проявляя мужество, отвагу, хладнокровие и большую выдержку, он вёл прицельный огонь по контратакующей немецкой пехоте и танкам, чем способствовал отражению натиска неприятеля. В ходе боя благодаря слаженной работе командира орудия А. Г. Даутова и заряжающего П. П. Нестеренко экипажем была уничтожена вражеская «пантера» и до 10 солдат вермахта. За воинскую доблесть, проявленную в бою, приказом от 27 августа 1944 года Ахат Габдулхаевич был награждён орденом Славы 3-й степени (№ 135464).
Ожесточённые бои на Сандомирском плацдарме продолжались до конца августа 1944 года. 29 числа понёсший в боях большие потери 57-й отдельный гвардейский тяжёлый танковый полк был выведен во фронтовой резерв. В декабре 1944 года танкисты-гвардейцы вернулись левый берег Вислы и зимой 1945 года принимали участие в Сандомирско-Силезской фронтовой операции и освобождении Силезского промышленного района. А. Г. Даутов, к февралю 1945 года получивший звание гвардии старшего сержанта, вновь отличился во время Нижне-Силезской операции.

### Орден Славы II степени
Разгромив ченстохово-радомскую группировку противника и прочно закрепив плацдармы на западном берегу реки Одер севернее и южнее Бреслау, войска 1-го Украинского фронта создали благоприятную ситуацию для дальнейшего наступления в нижней Силезии. 8 февраля войска фронта начали Нижне-Силезскую операцию, целью которой было окружение города-крепости Бреслау и выход на рубеж реки Нейсе. В первый день операции 57-й отдельный гвардейский тяжёлый танковый полк смял немецкую оборону в районе населённого пункта Мюльредлиц (ныне село Miłoradzice, Любинский повят, Нижнесилезское воеводство, Польша) и устремился в прорыв. Немецкое командование попыталось остановить дальнейшее продвижение советских войск вглубь Германии, организовав оборонительный рубеж к северу от города-крепости Лигниц. Полк гвардии майора А. Д. Ковинского получил задачу пробить брешь в боевых построениях немцев и тем самым обеспечить дальнейшее продвижение стрелковых и мотомеханизированных частей. Смелым манёвром танкисты обошли укрепления неприятеля с фланга и на полной скорости устремились на немецкие позиции. В это время на перерез советским танкам с правого фланга выскочили два «тигра». Первым вражескую бронетехнику заметил командир танкового экипажа, в составе которого воевал гвардии старший сержант Даутов. Пока механик-водитель разворачивал ИС-2, командир танка повернул башню, и командир орудия быстро поймал в прицел первую машину противника и первым же снарядом зажёг её. Второй тигр продолжал двигаться вперёд, ловя момент для выстрела. Даутов попытался опередить противника, однако стрелять на ходу по движущейся мишени было непросто. Второй снаряд прошёл мимо цели. Но экипаж советского танка был слаженный. За счёт умелого манёвра танкисты-гвардейцы сумели избежать попадания, дав командиру орудия и заряжающему второй шанс. На этот раз Ахат Габдулаевич попал в гусеницу немецкого «тигра», а следующим выстрелом добил остановившуюся вражескую машину. Расправившись с «тиграми», экипаж Даутова двинулся вглубь вражеской обороны, которую уже утюжили советские ИСы. Неожиданно по правому борту по машине открыла огонь немецкая пушка. Выстрел врага оказался точным, но значительное расстояние и крепкая броня спасли экипаж. Ответным выстрелом Ахат Габдулхаевич уничтожил артиллерийское орудие вместе с расчётом.
Прорвав немецкую оборону, части 3-й гвардейской танковой армии устремились к Нейсе. Тяжёлые танки ИС-2 успешно форсировали реку Бобер. На пути была ещё одна водная преграда — река Квейсе, но противник, стремясь переломить ход сражения, нанёс в междуречье Бобера и Квейсе мощный контрудар во фланг танковой армии генерал-полковника П. С. Рыбалко. Сражение продолжались несколько дней, и к 22 февраля танкисты совместно со стрелковыми подразделениями 52-й армии сумели разбить врага и отбросить его на юг. После того, как сопротивление немцев было сломлено, 57-й отдельный гвардейский тяжёлый танковый полк был брошен на штурм города Лаубан. Ожесточённый бой развернулся 23 февраля за господствующие высоты на подступах к городу. Во время штурма одной из стратегически важных возвышенностей гвардии старший сержант А. Г. Даутов сумел обнаружить хорошо замаскированный танк Т-V, который с удобной позиции вёл огонь по наступающим, и метким выстрелом поджёг «пантеру». В этом же бою «отлично отыскивая цели и быстро ведя огонь по противнику», Ахат Габдулхаевич уничтожил артиллерийское орудие и два бронетранспортёра, тем самым обеспечив продвижение вперёд стрелковых подразделений. За отличие в Нижне-Силезской операции приказом от 10 марта 1945 года танкист-гвардеец был награждён орденом Славы 2-й степени (№ 10204).

### Орден Славы I степени
В ходе Нижне-Силезской операции войскам 1-го Украинского фронта удалось выйти к реке Нейсе на участке от места её впадения в Одер до города Пенциг. С этого рубежа ударная фронтовая группировка 16 апреля 1945 года перешла в наступление в рамках Берлинской операции. 57-й отдельный гвардейский тяжёлый танковый полк форсировал Нейсе южнее города Форст, и прорвав немецкую оборону в районе населённого пункта Домсдорф, к 18 апреля вышел к реке Шпрее севернее Шпремберга. Разведчики-сапёры вскоре обнаружили неподалёку неудачно подорванный немцами железнодорожный мост, который после незначительных восстановительных работ вполне годился для переправы тяжёлых танков. Воспользовавшись промахом врага, танкисты начали форсировать водную преграду. Здесь на левом берегу Шпрее А. Г. Даутов, незадолго до начала операции получивший звание гвардии старшины, провёл свой последний бой с немецкими «тиграми». Когда противник обнаружил место переправы полка, было уже поздно: сильный артиллерийский и миномётный огонь немецкой артиллерии уже не мог остановить тяжёлые ИСы, на максимальной скорости мчавшиеся к вражеским позициям. На помощь артиллеристам с фланга выскочили пять T-VI, но попали под меткий огонь орудия Даутова. В течение нескольких секунд Ахат Габдулхаевич поджёг два немецких танка, вынудив оставшиеся стремительно отступить. Видя бегство «тигров», стали бросать свои позиции и артиллеристы. Преследуя врага, точными выстрелами гвардии старшина Даутов уничтожил в глубине немецкой обороны две миномётные позиции и до двадцати солдат и офицеров вермахта.
Преодолев рубеж реки Шпрее, танковые подразделения фронта по приказу маршала И. С. Конева устремились к Берлину. Пехота не поспевала за стремительным продвижением танкистов, чем не замедлил воспользоваться противник. 24 апреля в районе населённого пункта Брузендорф на ближних подступах к столице Германии немцы попытались выйти в тыл танковых соединений 3-й и 4-й гвардейских танковых армий, уже прорвавших Барут-Цоссенский рубеж и завязавших бои на улицах Берлина и Потсдама, и перерезать их коммуникации. На отражение немецкого контрудара был брошен 57-й отдельный гвардейский тяжёлый танковый полк. В ожесточённом бою гвардии старшина А. Г Даутов метким выстрелом поджёг немецкую «пантеру», а также уничтожил наблюдательный пункт неприятеля и до двадцати солдат и офицеров противника. За отличие в Берлинской операции 27 апреля командир полка гвардии подполковник А. Н. Богунов представил Ахата Габдулхаевича к ордену Красной Звезды, но решением командующего 3-й гвардейской танковой армии генерал-полковника П. С. Рыбалко представление было заменено на орден Славы 1-й степени. Высокая награда за номером 586 гвардии старшине Даутову была присвоена указом Президиума Верховного Совета СССР от 27 июня 1945 года.
На завершающем этапе войны принимал участие в штурме Берлина и марше на Прагу. Боевой путь он завершил на территории Чехословакии.

### После войны
До марта 1947 года оставался на военной службе. После демобилизации он долгое время жил и работал в городе Жигулёвске Куйбышевской области, в том числе участвовал в строительстве Жигулёвской ГЭС.
С 1969 года член КПСС.
В 1970-х годах переехал в город Коканд. До выхода на пенсию работал слесарем на заводе «Стройматериалы».
Ахат Габдулхаевич Даутов умер 10 июля 1989 года. Похоронен в Коканде Ферганской области Республики Узбекистан.

## Награды
- Орден Отечественной войны 1-й степени (11.03.1985)[15];
- орден Славы 1-й степени (27.06.1945)[13];
- орден Славы 2-й степени (10.03.1945)[9];
- орден Славы 3-й степени (27.08.1944)[8];
- медали.

## Память
- Именем А. Г. Даутова названа улица в деревне Ишимово Бардымского района Пермского края.

## Документы
- Общедоступный электронный банк документов «Подвиг Народа в Великой Отечественной войне 1941—1945 гг.» Дата обращения: 24 июля 2014. Архивировано из оригинала 11 мая 2017 года. Номера в базе данных:

Орден Отечественной войны 1-й степени (архивный реквизит 1514574729).
Представление к ордену Красной Звезды (архивный реквизит 46809032).
Указ Президиума Верховного Совета СССР от 27 июня 1945 года.
Орден Славы 2-й степени (архивный реквизит 42801116).
Орден Славы 3-й степени (архивный реквизит 32669595).